# Uwe Vigenschow
Uwe Vigenschow (* 1961 in Düsseldorf) ist ein deutscher Softwareentwickler und Autor. 

## Leben
Uwe Vigenschow studierte Geophysik mit Nebenfach Informatik in Hamburg. Er war zehn Jahre in verschiedenen Branchen als Softwareentwickler tätig, bevor er Ende der 1990er-Jahre seine erste Führungsaufgabe übernommen hat. Ab 2001 war er 13 Jahre als Berater tätig und begann mit ersten Veröffentlichungen, bevor er wieder als Führungskraft in die Softwareentwicklung ging. Bekannt wurde er als einer der ersten deutschsprachigen Autoren, die speziell zu Soft Skills in der IT publizierten.
Vigenschow befasst sich seit Ende der 1990er-Jahre mit Agilität in Softwareentwicklung und in Organisationen. Bislang hat er sechs Bücher und zahlreiche Artikel veröffentlicht sowie verschiedene Konferenzvorträge gehalten.
Er lebt in Hamburg, war u. a. 11 Jahre Abteilungsleiter einer Softwareentwicklungsfirma und arbeitet als Berater bei einem Beratungsunternehmen in Hamburg.

## Publikationen
- Testen von Software und Embedded Systems. Professionelles Vorgehen mit modellbasierten und objektorientierten Ansätzen, 2. Aufl., dpunkt.verlag, Heidelberg 2010, ISBN 978-3-89864-638-3.
- mit Björn Schneider: Soft Skills für IT-Berater. Workshops durchführen, Kunden methodisch beraten und Veränderungen aktiv gestalten, dpunkt.verlag, Heidelberg 2012, ISBN 978-3-89864-780-9.
- APM – Agiles Projektmanagement. Anspruchsvolle Softwareprojekte erfolgreich steuern, dpunkt.verlag, Heidelberg 2015, ISBN 978-3-86490-211-6
- mit Björn Schneider, Ines Meyrose: Soft Skills für IT-Führungskräfte und Projektleiter. Softwareentwickler führen und coachen, Hochleistungsteams aufbauen, 3. Aufl., dpunkt.verlag, Heidelberg 2016, ISBN 978-3-86490-395-3.
- mit Björn Schneider, Ines Meyrose: Soft Skills für Softwareentwickler. Fragetechniken, Konfliktmanagement, Kommunikationstypen und -modelle, 4. Aufl., dpunkt.verlag, Heidelberg 2019, ISBN 978-3-86490-697-8.
- Lernende Organisationen. Das Management komplexer Aufgaben und Strukturen zukunftssicher gestalten, dpunkt.verlag, Heidelberg 2021, ISBN 978-3-86490-798-2.
- mit Julia Dellnitz, Sascha Demarmels, Jan Gentsch, Dina Sierralta Espinoza: Fokus! Das Handbuch für Product Owner, Rheinwerk Verlag, Bonn, 2023, ISBN 978-3-8362-9269-6